# 尼古拉·瓦西里耶维奇·潘科夫
尼古拉·瓦西里耶维奇·潘科夫（羅馬化：Nikolay Vasil'yevich Pankov；1965年1月5日—）是俄罗斯政治人物，第五届、第六届、第七届和第八届国家杜马的代表。2008年，他获得了经济学全博士学位。
1994年，潘科夫开始在萨拉托夫州杜马工作，担任地区议会主席秘书处顾问。1996年，他开始在萨拉托夫州行政部门工作。2001年至2005年，他担任俄罗斯联邦国家杜马副主席维亚切斯拉夫·沃洛金的助理兼秘书处主任。2005年10月，他当选萨拉托夫州第四届杜马代表。2007年当选第五届国家杜马代表。2011年、2016年和2021年，潘科夫分别连任第六届、第七届和第八届国家杜马代表。

## 制裁
潘科夫于2022年因俄乌战争而受到英国政府制裁。

## 荣誉
- 荣誉勋章
- 祖国功勋奖章